# Back in the World
Back in the World (subtitulado Live) es un doble álbum en directo del músico británico Paul McCartney, publicado por la compañía discográfica Parlophone en 2003 a nivel mundial con excepción del mercado norteamericano, donde un año antes se publicó Back in the U.S.
El álbum recoge los mayores éxitos de McCartney interpretados durante su gira Driving USA en la primavera de 2002 como promoción de su último álbum de estudio, Driving Rain. Supone el primer disco en directo desde Paul is Live, el cual recoge su gira The New World Tour de 1993.

## Historia
Usando la mayoría de músicos que participaron en la grabación de Driving Rain, McCartney formó un nuevo grupo compuesto por Rusty Anderson y Brian Ray a las guitarras, Abe Laboriel Jr. a la batería, y por Paul Wickens, teclista que acompañó con anterioridad a McCartney en sus dos anteriores giras. 
Aunque la gira se llevó a cabo como medio de promoción de Driving Rain, la mayoría de las canciones interpretadas en directo fueron éxitos de su carrera, tanto en solitario como con The Beatles y Wings. La publicación de las canciones de The Beatles en Back in the U.S. generó controversia debido al cambio del orden en sus créditos, que figuran como «McCartney/Lennon» en lugar de «Lennon/McCartney». A pesar de mantener el orden original en otros trabajos como Tripping the Live Fantastic, Unplugged (The Official Bootleg) y Paul is Live, McCartney decidió invertir los créditos a pesar del rechazo de Yōko Ono, viuda de John Lennon. Algunos medios de comunicación interpretaron la acción como una respuesta a la supresión del apellido McCartney en los créditos de la canción «Give Peace a Chance» en el álbum de 1997 Lennon Legend: The Very Best of John Lennon. Aunque la actuación de McCartney generó división entre críticos y seguidores, Lennon nunca objetó la inversión de los créditos que aparecieron por primera vez en el álbum de 1976 Wings Over America. 
La principal diferencia entre Back in the U.S. y Back in the World es la supresión del tema «Vanilla Sky» del primer disco y el reemplazo de «C Moon» y «Freedom» por cuatro canciones no presentes en Back in the U.S.: «Calico Skies», «Michelle», «Let 'Em In» y «She's Leaving Home» en el segundo disco. Back in the World incluye también otra versión del tema «Hey Jude».

## Recepción
Al igual que su versión norteamericana, Back in the World obtuvo un importante éxito comercial y alcanzó el puesto cinco en la lista de discos más vendidos del Reino Unido. 

## Lista de canciones
Todas las canciones compuestas por Paul McCartney y John Lennon excepto donde se anota.
| Disco uno |                                         |                        |          |  |
| N.º       | Título                                  | Escritor(es)           | Duración |  |
| 1.        | «Hello Goodbye»                         |                        | 3:46     |  |
| 2.        | «Jet»                                   | Paul & Linda McCartney | 4:02     |  |
| 3.        | «All My Loving»                         |                        | 2:08     |  |
| 4.        | «Getting Better»                        |                        | 3:10     |  |
| 5.        | «Coming Up»                             | Paul McCartney         | 3:26     |  |
| 6.        | «Let Me Roll It»                        | Paul & Linda McCartney | 4:24     |  |
| 7.        | «Lonely Road»                           | Paul McCartney         | 3:12     |  |
| 8.        | «Driving Rain»                          | Paul McCartney         | 3:11     |  |
| 9.        | «Your Loving Flame»                     | Paul McCartney         | 3:28     |  |
| 10.       | «Blackbird»                             |                        | 2:30     |  |
| 11.       | «Every Night»                           | Paul McCartney         | 2:51     |  |
| 12.       | «We Can Work It Out»                    |                        | 2:29     |  |
| 13.       | «Mother Nature's Son»                   |                        | 2:11     |  |
| 14.       | «Carry That Weight»                     |                        | 3:05     |  |
| 15.       | «The Fool on the Hill»                  |                        | 3:09     |  |
| 16.       | «Here Today» (Tributo a John Lennon)    | Paul McCartney         | 2:28     |  |
| 17.       | «Something» (Tributo a George Harrison) | George Harrison        | 2:33     |  |

| Disco dos |                                                   |                        |          |  |
| N.º       | Título                                            | Escritor(es)           | Duración |  |
| 1.        | «Eleanor Rigby»                                   |                        | 2:17     |  |
| 2.        | «Here, There and Everywhere»                      |                        | 2:26     |  |
| 3.        | «Calico Skies» (en vivo en Japón, 2002)           | Paul McCartney         | 2:38     |  |
| 4.        | «Michelle» (en vivo en México, 2002)              |                        | 3:15     |  |
| 5.        | «Band on the Run»                                 | Paul & Linda McCartney | 5:00     |  |
| 6.        | «Back in the U.S.S.R.»                            |                        | 2:55     |  |
| 7.        | «Maybe I'm Amazed»                                | Paul McCartney         | 4:48     |  |
| 8.        | «Let 'Em In» (en vivo en Japón, 2002)             | Paul & Linda McCartney | 3:51     |  |
| 9.        | «My Love»                                         | Paul & Linda McCartney | 4:03     |  |
| 10.       | «She's Leaving Home»                              |                        | 3:52     |  |
| 11.       | «Can't Buy Me Love»                               |                        | 2:09     |  |
| 12.       | «Live and Let Die»                                | Paul & Linda McCartney | 3:05     |  |
| 13.       | «Let It Be»                                       |                        | 3:57     |  |
| 14.       | «Hey Jude» (en vivo en México, 2002)              |                        | 7:01     |  |
| 15.       | «The Long and Winding Road»                       |                        | 3:30     |  |
| 16.       | «Lady Madonna»                                    |                        | 2:21     |  |
| 17.       | «I Saw Her Standing There»                        |                        | 3:08     |  |
| 18.       | «Yesterday»                                       |                        | 2:08     |  |
| 19.       | «Sgt. Pepper's Lonely Hearts Club Band / The End» |                        | 4:39     |  |

## Posición en listas
| País              | Lista                | Posición |
| ----------------- | -------------------- | -------- |
| Alemania          | Media Control Chart  | 10       |
| Bélgica (Valonia) | Ultratop 200 Albums  | 6        |
| Bélgica (Flandes) | Ultratop 200 Albums  | 4        |
| Dinamarca         | Danish Albums Chart  | 6        |
| Finlandia         | Finnish Albums Chart | 15       |
| Francia           | SNEP Albums Chart    | 23       |
| Países Bajos      | Mega Albums Top 100  | 16       |
| Reino Unido       | UK Albums Chart      | 5        |
| Suecia            | Swedish Albums Chart | 12       |
| Suiza             | Swiss Music Charts   | 68       |